# Zino Tchikanos
 (mars 2011).
Si vous disposez d'ouvrages ou d'articles de référence ou si vous connaissez des sites web de qualité traitant du thème abordé ici, merci de compléter l'article en donnant les références utiles à sa vérifiabilité et en les liant à la section « Notes et références ».
Zino Tchikanos, anciennement appelé Cheb Zino, de son vrai nom Cheriet Abdellah, né le 24 juillet 1974  à Oran en Algérie, est un chanteur, compositeur, interprète algérien de raï, inventeur de l'électro-raï[réf. nécessaire].

## Discographie

### Albums
- Plusieurs albums sortis en Algérie et en France dans les années 1990
- 1994 : Rap-Rai sur le label Zeryeb
- 1997 : Meryoula Malhasur le label San-House
- 1998 : Yderbou da bda sur le label fraternel
- 2002 : Anta Chkoun sur le label Love Music
- 2004 : Indraka Darikou sur le label Depo'M
- 2008 : Aime-Moi sur le label Fraternel

### Singles
- 2003 : Soyons Heureux,Soyons Joyeux visite président Chirac à Oran
- 2010 : Allez Allez Algérie sur le label Vmusic